# Kadima Kabangu
Johns Kadima Kabangu (ur. 15 czerwca 1993 w Kinszasie) – kongijski piłkarz, grający na pozycji środkowego napastnika. W sezonie 2021/2022 zawodnik Rai Casablanca. Reprezentant kraju. 

## Kariera klubowa

### Początki w ojczyźnie i na Węgrzech (2015–2018)
Zaczynał karierę w FC Saint Eloi Lupopo.
26 lutego 2016 roku został zawodnikiem Budapest Honvéd FC. W węgierskim zespole zadebiutował 29 października w meczu przeciwko Szombathelyi Haladás, wygranym 2:1, grając 29 minut. Pierwszą asystę zaliczył 25 lutego 2017 roku w meczu przeciwko Debreceni VSC, wygranym 1:0. Asystował przy golu w 85. minucie. Pierwszego gola strzelił 19 sierpnia w meczu Mezőkövesd Zsóry FC, wygranym 1:2. Do siatki trafił w 94. minucie. Z tym klubem zdobył mistrzostwo kraju w sezonie 2016/17. Łącznie zagrał 12 meczów, strzelił 2 gole i miał także dwie asysty.

### Szirak Giumri (2018–2019)
2 sierpnia 2018 roku trafił do Szirak Giumri. W zespole z Armenii zadebiutował 4 sierpnia w meczu przeciwko Urartu Erywań, zremisowanym 0:0, grając 29 minut. Pierwszego gola i asystę strzelił i zaliczył 23 września w meczu przeciwko FC Noah, wygranym 3:0. Najpierw asystował przy golu w 18. minucie, a potem sam strzelił gola w 30. minucie. Łącznie w ormiańskim zespole zagrał 15 meczów, strzelił 2 gole i miał asystę.

### Powrót do ojczyzny (2019–2022)
1 lutego 2019 roku wrócił do ojczyzny, podpisując kontrakt z DC Motema Pembe.
9 września 2021 roku wrócił do FC Saint Eloi Lupopo.

### Raja Casablanca (2022–)
22 stycznia 2022 roku trafił za 142 tys. euro.

## Kariera reprezentacyjna
Zagrał 3 mecze w reprezentacji, we wszystkich wchodził z ławki.